# ローリー郡 (ウェストバージニア州)
ローリー郡（英: Raleigh County）は、アメリカ合衆国ウェストバージニア州南部の郡。人口は7万4591人（2020年）。郡庁所在地はベックリーであり、同郡で人口最大の都市である。

## 歴史
ローリー郡はバージニア州時代の1850年1月23日に、ファイエット郡から分離して設立された。
ジム・ウッドが著した『ローリー郡: ウェストバージニア州』に拠れば、ベックリー市の設立者アルフレッド・ベックリー（1802年-1888年）が、「我が母なるバージニア州の植民地を作るときの事業観があり、将来を見通した庇護者」と語り、ウォルター・ローリー卿（1552年-1618年）に因んで郡名を付けた。
1914年、ウェストバージニア州の歴史で2番目に大きな炭鉱事故であるエクルス鉱山事故が郡内で起きた。死者は180人以上となった。最近でも2010年にアッパー・ビッグブランチ鉱山事故が郡内で起こり、29人が死んだ。
51年間という長年にわたって州選出アメリカ合衆国上院議員を務めたロバート・バードの故郷が郡内ソフィアの町である。

## 地理
アメリカ合衆国国勢調査局に拠れば、郡域全面積は609平方マイル (1,578 km2)であり、このうち陸地607平方マイル (1,672 km2)、水域は2平方マイル (6 km2)で水域率は0.40%である。

### 主要高規格道路
| - 州間高速道路64号線 - 州間高速道路77号線 - アメリカ国道19号線 - ウェストバージニア州道3号線 - ウェストバージニア州道16号線 | - ウェストバージニア州道41号線 - ウェストバージニア州道54号線 - ウェストバージニア州道61号線 - ウェストバージニア州道97号線 - ウェストバージニア州道99号線 - ウェストバージニア州道210号線 - ウェストバージニア州道307号線 |

### 隣接する郡
- カナー郡 - 北
- ファイエット郡 - 北東
- サマーズ郡 - 東
- マーサー郡 - 南東
- ワイオミング郡 - 南西
- ブーン郡 - 北西

### 国立保護地域
- ニュー川峡谷国立河川（部分）

## 人口動態
以下は2000年国勢調査による人口統計データである。
| 基礎データ - 人口: 79,220人 - 世帯数: 31,793 世帯 - 家族数: 22,096 家族 - 人口密度: 50人/km2（130人/mi2） - 住居数: 35,678軒 - 住居密度: 23軒/km2（59軒/mi2） 人種別人口構成 - 白人: 89.63% - アフリカン・アメリカン: 8.52% - ネイティブ・アメリカン: 0.19% - アジア人: 0.72% - 太平洋諸島系: 0.02% - その他の人種: 0.12% - 混血: 0.80% - ヒスパニック・ラテン系: 0.92% 年齢別人口構成 - 18歳未満: 21.5% - 18-24歳: 8.7% - 25-44歳: 28.6% - 45-64歳: 25.7% - 65歳以上: 15.4% - 年齢の中央値: 40歳 - 性比（女性100人あたり男性の人口） - 総人口: 96.8 - 18歳以上: 94.9 | 世帯と家族（対世帯数） - 18歳未満の子供がいる: 28.6% - 結婚・同居している夫婦: 54.3% - 未婚・離婚・死別女性が世帯主: 11.9% - 非家族世帯: 30.5% - 単身世帯: 27.1% - 65歳以上の老人1人暮らし: 12.9% - 平均構成人数 - 世帯: 2.38人 - 家族: 2.88人 収入と家計 - 収入の中央値 - 世帯: 28,181米ドル - 家族: 35,315米ドル - 性別 - 男性: 33,000米ドル - 女性: 20,672米ドル - 人口1人あたり収入: 16,233米ドル - 貧困線以下 - 対人口: 18.5% - 対家族数: 14.6% - 18歳未満: 28.7% - 65歳以上: 10.5% |

## 都市と町

### 法人化自治体
- ベックリー市 - 郡庁所在地
- レスター町
- マブスコット町
- ローデル町
- ソフィア町

次のリストは郡内の未編入町であるが、これで全てではない。

### 未編入の町
| - アブニー - エイブラハム - アフィニティ - アミーゴ - アーティ - ビーバー - ベソコ - ビッグスティック - ブルージェイ - ブルージェイ 6 - ボルト - ブラッドリー - シーダー - コールシティ - クールリッジ | - クラブオーチャード - ダニエルズ - ドロシー - イーストガルフ - エクルス - イジェリア - フィレコ - フラットトップ - ゲント - グレンダニエル - グレンモーガン - ヘレン | - ハリウッド - ホットコール - ホッチキス - ジョンベン - ジョセフィン - キラーニー - レゴ - リリーブルック - マッカーサー - マッカルピン - マクベイ - モントコール - ナオマ - ニュー - オッド | - ペンバートン - ピクシン - パインポカ - パイニービュー - プルート - プライスヒル - プリンスウィック - プロスペリティ - ローリー - レッドバード - シャディスプリング - シャイロー - スラブフォーク - ソーククリーク - ソフィア | - スタナフォード - ストーツベリー - サリバン - シルビア - タムス - ユーリー - ウィットビー - ホワイトオーク - ウィリベット - ワインディングガルフ - ウッドペック |